# Diecezja Pasawy
Diecezja Pasawy (niem. Bistum Passau, łac. Dioecesis Passaviensis) – diecezja Kościoła rzymskokatolickiego w południowo-wschodnich Niemczech, w metropolii Monachium i Freising. Powstanie diecezji datowane jest na rok 737, zaś ostatnia istotna zmiana jej granic miała miejsce w 1785 roku.

## Biskupi pasawscy
Biskupi pasawscy od 1217 aż do sekularyzacji i mediatyzacji biskupstwa w 1803 byli zwierzchnikami księstwa biskupiego i jako tacy nosili tytuł książęcy. Na stanowisko to mianowano głównie przedstawicieli rodzin szlacheckich z Bawarii, Austrii oraz Czech i Śląska. Wśród biskupów byli także przedstawiciele Piastów i Habsburgów. Biskupi Pasawy otrzymywali rangę książąt cesarstwa i zasiadali w Reichstagu. Dwór w Pasawie był stosunkowo skromny. Niektórzy z książąt - ordynariuszy pasawskich nie mieli święceń wyższych, a jedynie tonsurę i ewentualnie niższe posługi kościelne, dzięki czemu mogli wieść życie jak ludzie świeccy; w takich sytuacjach uroczystym celebracjom liturgicznym przewodniczyli w ich zastępstwie biskupi pomocniczy.